# Revolta da Colheita de Outono
A Revolta da Colheita de Outono (chinês tradicional: 秋收起義, chinês simplificado: 秋收起义, pinyin: Qīushōu Qǐyì) foi uma insurreição que ocorreu nas províncias de Hunan e Jiangxi, China, em 7 de setembro de 1927. Liderada por Mao Zedong, a rebelião estabeleceu o Soviete de Hunan, um soviete que teve curta duração.
Após seu sucesso inicial, o levante foi reprimido. Mao continuou a acreditar na estratégia rural, mas concluiu que seria necessário formar um exército do partido.

## Contexto
Em apoio à Expedição do Norte, Mao foi enviado para fazer um levantamento das condições em sua província natal, Hunan. O Relatório de uma Investigação sobre o Movimento Camponês em Hunan, escrito por Mao, pedia por apoio à revolução rural.

## A revolta
Inicialmente, Mao encontrou dificuldade em reunir forças para um levante, mas Li Zhen convocou o campesinato e membros de sua tropa comunista local para se juntarem. Mao então liderou um pequeno exército de camponeses contra o Kuomintang e proprietários de terra de Hunan. O governo soviético que ele estabeleceu durou dois meses. O levante foi finalmente derrotado pelas forças do Kuomintang dois meses após o estabelecimento do soviete e Mao e os outros foram forçados a recuar para as montanhas Jinggang, na fronteira entre as províncias de Hunan e Jiangxi, onde surgiu um exército de mineradores que o ajudaria em batalhas posteriores. Este foi um dos primeiros levantes armados organizados pelos comunistas e marcou uma mudança significativa em sua estratégia. Mao e o fundador do Exército Vermelho, Zhu De, desenvolveram uma estratégia rural centrada em táticas de guerrilha. Isso pavimentou o caminho para a Longa Marcha de 1934.